# Chonocephalus macuiensis
Chonocephalus macuiensis är en tvåvingeart som beskrevs av Ronald Henry Lambert Disney 2008. Chonocephalus macuiensis ingår i släktet Chonocephalus och familjen puckelflugor.
Artens utbredningsområde är Venezuela. Inga underarter finns listade i Catalogue of Life.